# William Alanson Howard

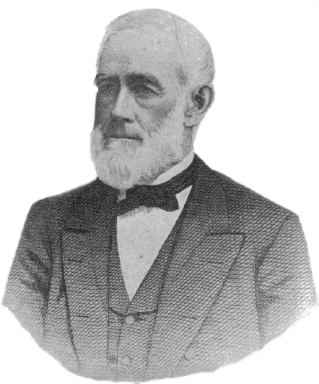
William Alanson Howard

William Alanson Howard (* 8. April 1813 in Hinesburg, Chittenden County, Vermont; † 10. April 1880 in Washington, D.C.) war ein US-amerikanischer Politiker und von 1878 bis 1880 der 6. Gouverneur des Dakota-Territoriums.

## Frühe Jahre und politischer Aufstieg
William Howard besuchte die örtlichen Schulen seiner Heimat und machte dann bis 1832 eine Lehre als Möbelschreiner in Albion (New York). In den folgenden Jahren erweiterte er seine Bildung. Er studierte unter anderem am Middlebury College in Vermont. Nach einem Umzug nach Michigan studierte er dort Jura und wurde im Jahr 1842 als Anwalt zugelassen. Daraufhin begann er in Detroit in seinem neuen Beruf zu praktizieren.
Zwischen 1849 und 1850 war Howard Kämmerer in Detroit. Zwischen 1855 und 1861 vertrat er seinen damaligen Heimatstaat Michigan im US-Repräsentantenhaus. Von 1860 bis 1861 war er Parteichef der Republikaner von Michigan. In dieser Eigenschaft unterstützte er auch den Präsidentschaftswahlkampf von Abraham Lincoln. Zwischen 1861 und 1866 war Howard Leiter der Poststelle von Detroit; von 1868 bis 1876 nahm er als Delegierter an den jeweiligen Republican National Conventions teil. Zwischen 1869 und 1878 war er bei zwei Eisenbahngesellschaften für die Verwaltung von deren Ländereien zuständig (Land Commissioner). Im Jahr 1871 bewarb er sich erfolglos um einen Sitz im US-Senat. Zwischen 1872 und 1876 gehörte er dem Republican National Committee an.

## Territorialgouverneur
Im Jahr 1878 wurde William Howard von Präsident Rutherford B. Hayes zum neuen Gouverneur im Dakota-Territorium ernannt. In seiner Amtszeit begann eine bis 1887 anhaltende Einwanderungswelle in das Territorium. Die Landwirtschaft und die Industrie des Gebietes nahmen einen großen Aufschwung, trotz zwischenzeitlicher Naturkatastrophen. Begünstigt wurde diese Entwicklung durch den fortschreitenden Ausbau der Eisenbahnverbindungen. Gouverneur Howard verbesserte das Gesundheitswesen und sorgte auch für die geistig Behinderten. Auch das Schulwesen wurde verbessert.
Schon vor seiner Zeit als Territorialgouverneur hatte Howard gesundheitliche Beschwerden. Diese verschlimmerten sich seit 1879 und am 10. April 1880 starb er in Washington. Er war der erste Territorialgouverneur von Dakota, der im Amt starb.